# Alvarinho
Álvaro Ricardo Faustino Gomes, meglio noto come Alvarinho (Faro, 3 settembre 1990), è un calciatore portoghese, attaccante del Moncarapachense.

## Caratteristiche tecniche
È un'ala sinistra.

## Carriera
Cresciuto nel settore giovanile del Farense, ha trascorso la prima parte della sua carriera fra quarta e terza divisione portoghese, fatta eccezione per l'annata 2010-2011 quando è stato acquistato dal Paços Ferreira ed è riuscito a debuttare in Primeira Liga.
Da gennaio 2014 a giugno 2017 ha militato in Polonia, dove con la maglia dello Zawisza Bydgoszcz ha vinto una coppa nazionale ed una supercoppa, andando a segno in quest'ultima competizione, ed ha debuttato nelle coppe europee giocando un match di qualificazione per l'Europa League.
Nel 2017 ha fatto ritorno al Farense, facendo parte della squadra che nell'arco di quattro stagioni è passata dalla terza divisione alla Primeira Liga.

## Statistiche
Statistiche aggiornate al 28 ottobre 2020.

### Presenze e reti nei club
| Stagione                 | Squadra                  | Campionato               | Campionato | Campionato | Coppe nazionali | Coppe nazionali | Coppe nazionali | Coppe continentali | Coppe continentali | Coppe continentali | Altre coppe | Altre coppe | Altre coppe | Totale | Totale | Totale |
| Stagione                 | Squadra                  | Comp                     | Pres       | Reti       | Comp            | Pres            | Reti            | Comp               | Pres               | Reti               | Comp        | Pres        | Reti        | Pres   | Reti   |        |
| ------------------------ | ------------------------ | ------------------------ | ---------- | ---------- | --------------- | --------------- | --------------- | ------------------ | ------------------ | ------------------ | ----------- | ----------- | ----------- | ------ | ------ | ------ |
| 2008-2009                | Farense                  | TD                       | 1          | 0          | CP              | 0               | 0               |                    | -                  | -                  |             | -           | -           | 1      | 0      |        |
| 2009-2010                | Farense                  | TD                       | 26         | 7          | CP              | 2               | 1               |                    | -                  | -                  |             | -           | -           | 28     | 8      |        |
| 2010-2011                | Paços Ferreira           | PL                       | 1          | 0          | CP+CdL          | 0               | 0               |                    | -                  | -                  |             | -           | -           | 1      | 0      |        |
| 2011-2012                | Fátima                   | SD                       | 8          | 0          | CP              | 0               | 0               |                    | -                  | -                  |             | -           | -           | 8      | 0      |        |
| 2012-gen. 2013           | Torreense                | SD                       | 4          | 0          | CP              | 0               | 0               |                    | -                  | -                  |             | -           | -           | 4      | 0      |        |
| gen.-giu. 2013           | Benfica e C.B.           | SD                       | 29         | 7          | CP              | 1               | 0               |                    | -                  | -                  |             | -           | -           | 30     | 7      |        |
| 2013-gen. 2014           | Benfica e C.B.           | CdP                      | 17         | 7          | CP              | 3               | 1               |                    | -                  | -                  |             | -           | -           | 20     | 8      |        |
| Totale Benfica e C.B.    | Totale Benfica e C.B.    | Totale Benfica e C.B.    | 46         | 14         |                 | 4               | 1               |                    | -                  | -                  |             | -           | -           | 50     | 15     |        |
| gen.-giu. 2014           | Zawisza Bydgoszcz        | EK                       | 11         | 1          | CP              | 4               | 0               |                    | -                  | -                  |             | -           | -           | 15     | 1      |        |
| 2014-2015                | Zawisza Bydgoszcz        | EK                       | 32         | 8          | CP              | 1               | 0               | UEL                | 1                  | 0                  | SP          | 1           | 1           | 35     | 9      |        |
| ago. 2015                | Zawisza Bydgoszcz        | 1L                       | 2          | 1          | CP              | 0               | 0               |                    | -                  | -                  |             | -           | -           | 2      | 1      |        |
| Totale Zawisza Bydgoszcz | Totale Zawisza Bydgoszcz | Totale Zawisza Bydgoszcz | 45         | 10         |                 | 5               | 0               |                    | 1                  | 0                  |             | 1           | 1           | 52     | 11     |        |
| 2015-2016                | Jagiellonia              | EK                       | 10         | 0          | CP              | 1               | 0               |                    | -                  | -                  |             | -           | -           | 11     | 0      |        |
| 2016-2017                | Śląsk Breslavia          | EK                       | 23         | 1          | CP              | 2               | 1               |                    | -                  | -                  |             | -           | -           | 25     | 2      |        |
| 2017-2018                | Farense                  | CdP                      | 10         | 1          | CP              | 0               | 0               |                    | -                  | -                  |             | -           | -           | 10     | 1      |        |
| 2018-2019                | Farense                  | LdH                      | 25         | 3          | CP+CdL          | 0+2             | 0               |                    | -                  | -                  |             | -           | -           | 27     | 3      |        |
| 2019-2020                | Farense                  | LdH                      | 12         | 1          | CP+CdL          | 1+1             | 0               |                    | -                  | -                  |             | -           | -           | 14     | 1      |        |
| 2020-2021                | Farense                  | PL                       | 2          | 0          | CP              | 0               | 0               |                    | -                  | -                  |             | -           | -           | 2      | 0      |        |
| Totale Farense           | Totale Farense           | Totale Farense           | 76         | 12         |                 | 6               | 1               |                    | -                  | -                  |             | -           | -           | 82     | 13     |        |
| Totale carriera          | Totale carriera          | Totale carriera          | 213        | 37         |                 | 18              | 3               |                    | 1                  | 0                  |             | 1           | 1           | 233    | 41     |        |

## Palmarès

### Club
- Coppa di Polonia: 1

Zawisza Bydgoszcz: 2013-2014
- Supercoppa di Polonia: 1

Zawisza Bydgoszcz: 2014